# 7142 Spinoza
7142 Spinoza este o planetă minoră (asteroid), cu un diametru de 20,287 km, din centura de asteroizi. A fost descoperită pe 12 august 1994 la Observatorul La Silla de Eric Walter Elst și a fost numită după Baruch Spinoza. 
Obiectul prezintă o orbită caracterizată de o semiaxă mare de 3,1641035 UAi, o excentricitate de 0,11, o înclinație de 0,32931 ° în raport cu ecliptica.